# Petr Kouba
Petr Kouba (ur. 28 stycznia 1969 w Pradze) – czeski piłkarz występujący na pozycji bramkarza. Reprezentant Czechosłowacji, następnie Czech, w obu reprezentacjach rozegrał razem 40 meczów.
Piłkarską karierę rozpoczął w Bohemiansie Praga. Następnie występował w Sparcie Praga, Deportivo La Coruña, 1. FC Kaiserslautern, Viktorii Žižkov, ponownie w Deportivo, FK Jablonec 97 i ponownie w Sparcie, w barwach której w 2005 r. zakończył karierę.
Brał udział w Mistrzostwach Europy UEFA w 1996 r., na których Czechy zdobyły srebrny medal.